# Meridiano 86 W
O meridiano 86 W é um meridiano que, partindo do Polo Norte, atravessa o Oceano Ártico, América do Norte, Golfo do México, América Central, Oceano Pacífico, Oceano Antártico, Antártida e chega ao Polo Sul. Forma um círculo máximo com o Meridiano 94 E.
Começando no Polo Norte, o meridiano 86º Oeste tem os seguintes cruzamentos:
| País, território ou mar | Notas                                                                                 |
| ----------------------- | ------------------------------------------------------------------------------------- |
| Oceano Ártico           |                                                                                       |
| Canadá                  | Nunavut - Ilha Ellesmere, Ilha Axel Heiberg, Ilha Stor e Ilha Ellesmere de novo       |
| Jones Sound             |                                                                                       |
| Canadá                  | Nunavut - Ilha de Devon                                                               |
| Estreito de Lancaster   |                                                                                       |
| Canadá                  | Nunavut - Ilha de Baffin                                                              |
| Enseada Admiralty       |                                                                                       |
| Canadá                  | Nunavut - Ilha Yeoman                                                                 |
| Enseada Admiralty       |                                                                                       |
| Canadá                  | Nunavut - Ilha de Baffin                                                              |
| Golfo de Boothia        |                                                                                       |
| Canadá                  | Nunavut - Península de Melville (continente)                                          |
| Roes Welcome Sound      |                                                                                       |
| Canadá                  | Nunavut - Ilha Southampton                                                            |
| Baía de Hudson          |                                                                                       |
| Canadá                  | Ontário                                                                               |
| Lago Superior           | Passa a oeste da Ilha Michipicoten, Ontário, Canadá                                   |
| Estados Unidos          | Michigan                                                                              |
| Lago Michigan           |                                                                                       |
| Estados Unidos          | Wisconsin - Península de Door                                                         |
| Lago Michigan           |                                                                                       |
| Estados Unidos          | Michigan - Ilha North Manitou e continente Indiana Kentucky Tennessee Alabama Flórida |
| Golfo do México         |                                                                                       |
| Mar das Caraíbas        | Passa entre as ilhas Roatán e Guanaja, Honduras                                       |
| Honduras                |                                                                                       |
| Nicarágua               |                                                                                       |
| Oceano Pacífico         | Passa a oeste da Costa Rica                                                           |
| Oceano Antártico        |                                                                                       |
| Antártida               | Território Antártico Chileno, reivindicado pelo Chile                                 |